# 第1師団 (日本軍)
第1師団（だいいちしだん）は、大日本帝国陸軍の師団のひとつ。

## 概要
1888年（明治21年）5月に東京鎮台を母体に編成された。同時に第2師団から第6師団が夫々鎮台を改編して創設されたが、第1師団も含めこの時編成された6個師団が日本で最古の師団である。また、東京防禦総督が置かれるまでは、第1師団長が東京衛戍司令官とされていた。
師団は衛戍地である東京近郊の警備を主任務としているが戦役にも参加し、日清戦争・日露戦争・乾岔子島事件・ノモンハン事件・太平洋戦争に参加。
1918年6月15日、兵器部が東京市赤坂区青山南町一丁目（現・東京都港区南青山）の師団司令部構内に設置され事務を開始。
1937年（昭和12年）9月1日には、留守第1師団の担当で第101師団が編成された。

## 二・二六事件と第1師団
1936年（昭和11年）2月22日、師団に満洲駐箚の命令が下されたが、これはその頃第1師団所属の青年将校の中に昭和維新を叫ぶ者が居り、それらを満洲へ遠ざける狙いがあったという。しかしこの命令の4日後秘密裏に計画されていたクーデターが決行される事となる。これが二・二六事件である。クーデター自体は失敗に終わるが、首魁として処罰された大尉野中四郎を始め、いずれも大尉の香田清貞・安藤輝三・山口一太郎ら決起将校の多くは第1師団所属であった。

## 太平洋戦争
太平洋戦争ではフィリピン方面に出征。フィリピン防衛戦では山下奉文陸軍大将率いる第14方面軍に属し、レイテ島の戦いが勃発するとレイテ島西部オルモック湾に上陸する。師団は1万を超える兵力でレイテ島に渡ったものの、アメリカ軍との圧倒的な火力の差と補給が途絶えたことからほぼ壊滅状態となった。1945年（昭和20年）1月に野砲兵第1連隊を残しセブ島に移動したときの残存兵力僅か800名であった。その後、セブ島でも防衛戦を行った。
1945年9月2日、戦闘停止。同年11月から1947年12月にかけて、逐次復員。

## 歴代師団長
- 三好重臣 中将：1888年（明治21年）5月14日 - 1890年6月7日
- 山地元治 中将：1890年（明治23年）6月7日 - 1896年10月14日
- 奥保鞏 中将：1896年（明治29年）10月14日 - 1897年10月27日
- 川村景明 中将：1897年（明治30年）10月27日 - 1901年4月2日
- 伏見宮貞愛親王 中将：1901年（明治34年）4月2日 - 1904年7月10日
- 松村務本 中将：1904年（明治37年）7月10日 - 1905年2月4日（戦病死）
- 飯田俊助 中将：1905年（明治38年）2月6日 - 1906年2月3日
- 閑院宮載仁親王 中将：1906年（明治39年）2月3日 - 1911年9月6日
- 木越安綱 中将：1911年（明治44年）9月6日 - 1912年12月21日
- 一戸兵衛 中将：1912年（大正元年）12月26日 - 1915年2月15日
- 仙波太郎 中将：1915年（大正4年）2月15日 - 1916年8月18日
- 本郷房太郎 中将：1916年（大正5年）8月18日 - 1917年8月6日
- 河合操 中将：1917年（大正6年）8月6日 - 1921年1月6日
- 西川虎次郎 中将：1921年（大正10年）1月6日 - 1922年8月15日
- 白川義則 中将：1922年（大正11年）8月15日 - 1922年10月20日
- 石光真臣 中将：1922年（大正11年）10月20日 - 1925年5月1日
- 和田亀治 中将：1925年（大正14年）5月1日 - 1928年8月10日
- 畑英太郎 中将：1928年（昭和3年）8月10日 - 1929年7月1日
- 真崎甚三郎 中将：1929年（昭和4年）7月1日 - 1931年8月1日
- 林仙之 中将：1931年（昭和6年）8月1日 - 1933年3月18日
- 森連 中将：1933年（昭和8年）3月18日 - 1934年8月1日
- 柳川平助 中将：1934年（昭和9年）8月1日 - 1935年12月2日
- 堀丈夫 中将：1935年（昭和10年）12月2日 - 1936年3月23日
- 河村恭輔 中将：1936年（昭和11年）3月23日 - 1938年7月15日
- 岡部直三郎 中将：1938年（昭和13年）7月15日 - 1939年9月12日
- 横山勇 中将：1939年（昭和14年）9月12日 - 1941年10月15日
- 中沢三夫 中将：1941年（昭和16年）10月15日 - 1944年3月1日
- 服部暁太郎 中将：1944年（昭和19年）3月1日 - 1944年8月3日
- （心得）片岡董 少将：1944年（昭和19年）8月3日 - 1944年10月26日
- 片岡董 中将：1944年（昭和19年）10月26日 -

## 歴代参謀長
- 大島義昌 歩兵大佐：1888年（明治21年）5月14日 - 1891年6月13日[3]
- 寺内正毅 歩兵大佐：1891年（明治24年）6月13日[4] - 1892年9月9日
- 大寺安純 歩兵大佐：1892年（明治25年）9月9日 - 1895年1月10日[5]
- 伊瀬知好成 歩兵大佐：1895年（明治28年）1月10日 - 1895年2月22日[6]
- （心得）内山小二郎 砲兵中佐：1895年（明治28年）2月27日 - 1895年12月12日[7]
- 武田秀山 歩兵大佐：1895年（明治28年）12月31日 - 1898年3月3日[8]
- 伊地知季清 砲兵大佐：1898年（明治31年）3月3日[9] - 1900年4月25日
- 神尾光臣 歩兵大佐：1900年（明治33年）4月25日 - 1901年2月9日[10]
- 星野金吾 砲兵中佐：1901年（明治34年）2月9日 - 1907年11月13日[11]
- 橋本勝太郎 歩兵大佐：1907年（明治40年）11月13日[12] - 1910年7月4日[13]
- 浄法寺五郎 歩兵大佐：1910年（明治43年）7月4日[13] - 1912年4月26日
- 新免行太郎 歩兵大佐：1912年（明治45年）4月26日 - 1914年5月11日[14]
- 早川新太郎 歩兵大佐：1914年（大正3年）5月11日 - 1917年8月6日
- 宮地久寿馬 歩兵大佐：1917年（大正6年）8月6日 - 1918年12月17日[15]
- 安芸晋 歩兵大佐：1918年（大正7年）12月17日 - 1921年2月21日
- 吉井幸太 砲兵大佐：1921年（大正10年）2月21日 - 1922年8月15日[16]
- 佐藤子之助 歩兵大佐：1922年（大正11年）8月15日 - 1923年2月1日[17]
- 原田敬一 歩兵大佐：1923年（大正12年）2月1日 - 1924年12月15日[18]
- 小杉武司 歩兵大佐：1924年（大正13年）12月15日 - 1928年3月8日[19]
- 大塚堅之助 歩兵大佐：1928年（昭和3年）3月8日 - 1930年3月6日[20]
- 磯谷廉介 歩兵大佐：1930年（昭和5年）3月6日 - 1931年8月1日[21]
- 吉住良輔 歩兵大佐：1931年（昭和6年）8月1日 - 1932年4月11日[22]
- 荻洲立兵 歩兵大佐：1932年（昭和7年）4月11日 - 1933年10月16日[22]
- 広野太吉 砲兵大佐：1933年（昭和8年）10月16日 - 1935年3月15日[23]
- 舞伝男 歩兵大佐：1935年（昭和10年）3月15日 - 1936年3月7日[24]
- 豊嶋房太郎 歩兵大佐：1936年（昭和11年）3月7日 - 1937年11月1日[25]
- 片桐茂 騎兵大佐：1937年（昭和12年）11月1日 - 1939年8月1日[26]
- 渡辺洋 歩兵大佐：1939年（昭和14年）8月1日 - 1940年9月9日[27]
- 三宮満治 大佐：1940年（昭和15年）9月9日 - 1942年7月30日[28]
- 池田功一 大佐：1942年（昭和17年）7月30日[29] - 1944年12月5日
- （最終）岡林諄吉 大佐：1944年（昭和19年）12月5日 - 終戦[29]

## 編制
鎮台が改編され師団が創設された際の明治21年5月12日勅令第31号と、1937年（昭和12年）の日中戦争勃発前の陸軍常備団隊配備表によると、第1師団は次のように配備されていた（括弧内の地名は衛戍地）。また1940年（昭和15年）8月には、歩兵第3連隊を第28師団に転出し三単位編制に改編され衛戍地は満洲となったが補充は内地より行われた（終戦時の括弧内の地名は補充地）。
師団創設時
1888年（明治21年）
- 師団司令部（東京）
- 歩兵第1旅団（東京）
  - 歩兵第1連隊（東京）
  - 歩兵第15連隊（高崎）
- 歩兵第2旅団（佐倉）
  - 歩兵第2連隊（佐倉）
  - 歩兵第3連隊（東京）
- 騎兵第1大隊（東京）
- 砲兵第1大隊（東京）
- 工兵第1大隊（東京）
- 輜重兵第1大隊（東京）

支那事変勃発前
1937年（昭和12年）
- 師団司令部（東京）
- 歩兵第1旅団（東京）
  - 歩兵第1連隊（東京）
  - 歩兵第49連隊（甲府）
- 歩兵第2旅団（佐倉）
  - 歩兵第3連隊（東京）
  - 歩兵第57連隊（佐倉）
- 騎兵第2旅団（習志野）
  - 騎兵第1連隊（東京）
  - 騎兵第15連隊（習志野）
  - 騎兵第16連隊（習志野）
- 野戦重砲兵第3旅団（国府台）
  - 野戦重砲兵第1連隊（国府台）
  - 野戦重砲兵第7連隊（国府台）
  - 野砲兵第1連隊（東京）
- 横須賀重砲兵連隊（横須賀）
- 高射砲第2連隊（国府台）
- 戦車第2連隊（習志野）
- 工兵第1連隊（東京）
- 輜重兵第1連隊（東京）

終戦時
1945年（昭和20年）
- 師団司令部（東京）：片岡董中将
- 歩兵第1連隊（東京）：揚田虎己大佐
- 歩兵第49連隊（甲府）：小浦次郎大佐
- 歩兵第57連隊（佐倉）：宮内良夫大佐
- 捜索第1連隊（東京）：今田義男少佐
- 野砲兵第1連隊（東京）：熊川致長大佐
- 工兵第1連隊（東京）：原準一中佐
- 輜重兵第1連隊（東京）：朝倉好信大佐
- 第1師団通信隊
- 第1師団兵器勤務隊
- 第1師団野戦病院
- 第1師団防疫給水部

## ギャラリー

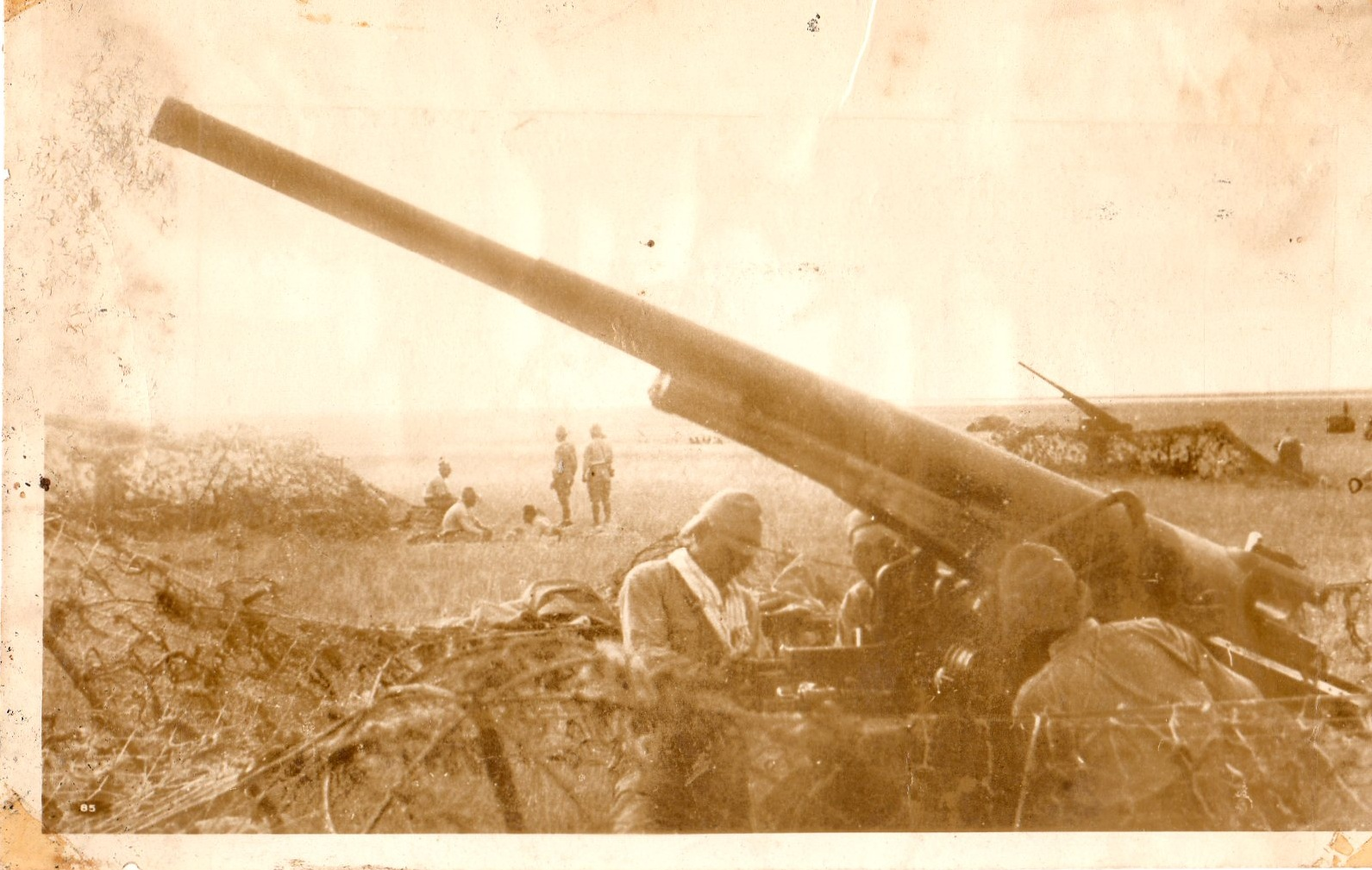
野戦重砲兵第七連隊　昭和15年　満洲
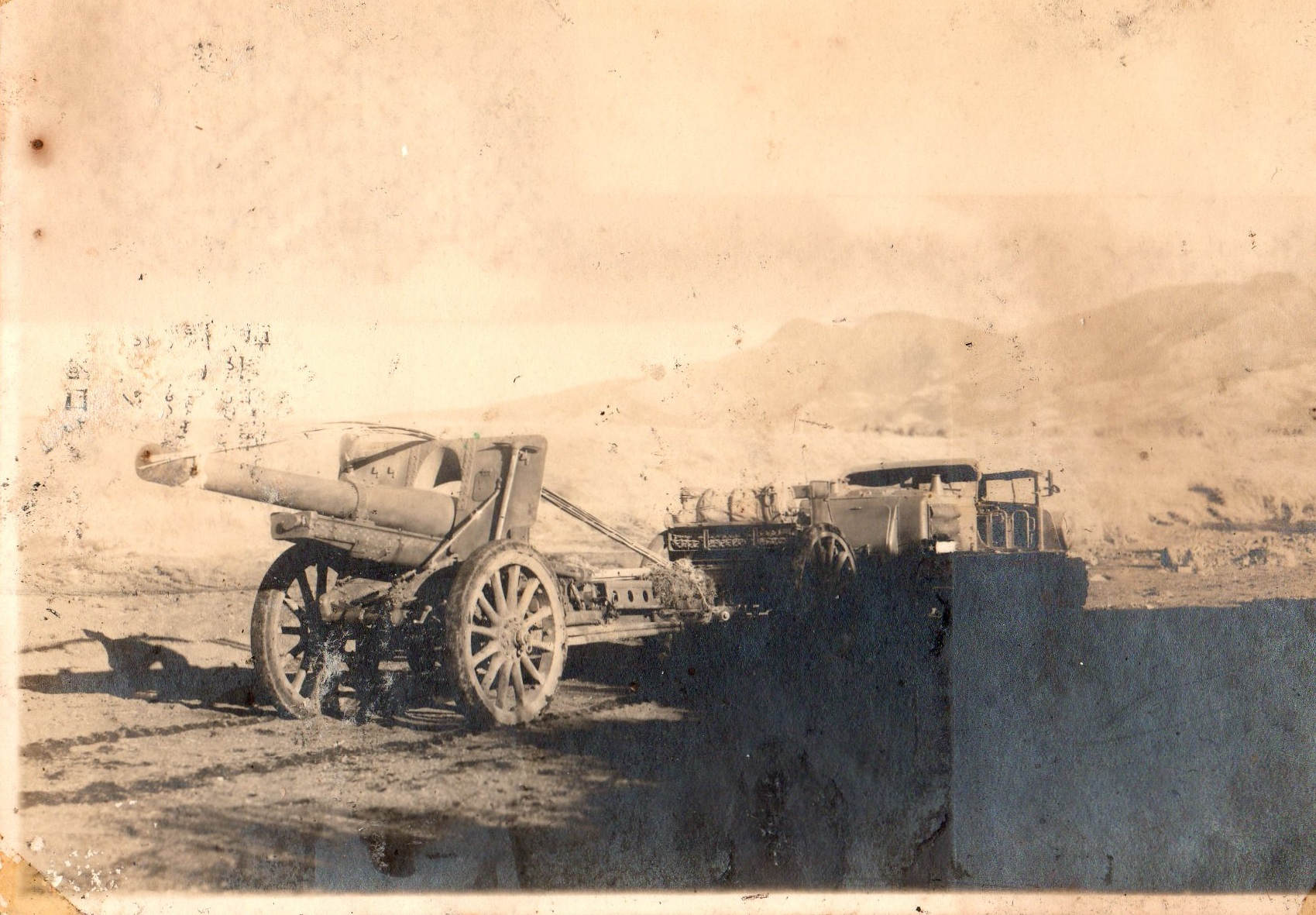
野戦重砲兵第七連隊　昭和15年　満洲2